# 하인리히 보그트
하인리히 보그트(1890년 10월 5일 - 1968년 1월 23일)는 독일의 천문학자이다.

## 어린 시절
하인리히 보그트(Heinrich Vogt)는 1890년 10월 5일 독일의 라인란트팔츠 주의 가우알게스하임(Gau-Algesheim)에서 필립 보그트(농부)와 그의 아내 마가레타의 아들로 태어았다.

## 교육
1911년, 마인츠 고등학교를 졸업 한 후, 보그트는 하이델베르크 대학에 등록하여 천문학, 수학 및 물리학을 공부했으며, 막스 볼프의 지도를 받았다. 그의 연구는 제1차 세계 대전으로 인해 중단되었지만 그는 과학 경력을 계속하여 1919년 "알골형 변광성에 관한 이론" 주제에 대한 논문으로 박사 학위를 받았다. 1921년에 그는 "h 클러스터와 χ 페르세우스의 광도 측정 연구와 밝기 측정"으로 하비리타치온을 마쳤다.

## 경력 및 학술 업적
1926년 보그트는 하이델베르크 대학의 부교수이자 하이델베르크 주립 천문대(Heidelberg State Observatory)의 수석 관측자로 임명되었다. 1929년에는 예나 대학교 전임 교수이자 예나 천문대 대장으로 임명되었다.
1931년 그는 나치당 당원이 되었고 대학에 정치 지도자(Politischer Leiter)와 나치당 연락원이 되었다. 1933년 그는 나치당 민병대인 돌격대의 일원이 되어 상급돌격지도자 계급으로 승진했다.
보그트는 막스 볼프의 뒤를 이어 1933년 하이델베르크 대학교의 전임 교수가 되었다. 1933년부터 1945년까지 그는 하이델베르크 주립 천문대의 책임자였다.
1945년에 그는 천문대 대장에서 퇴직하였지만 1957년 은퇴 할 때까지 교수직을 유지했다. 그는 교수 활동을 늘리고 천문학과 우주론에 대한 유명한 책을 쓰기 시작했다.
하인리히 보그트와 헨리 노리스 러셀은 독립적으로 보그트-러셀 정리를 발견하였다.
1912년 12월 9일에 보그트는 소행성 735 마르가나를 발견했는데, 이는 그가 자신의 어머니를 기념하여 명명한 것이다. 1937년에 천문학자 카를 라인무트에 의해 발견된 소행성 1439 보그티아는 그의 이름을 따서 지어졌다.

## 사생활
보그트는 마가레테 브라운과 결혼하여 아들과 딸을 낳았다.